# Draft 2010 de la NBA
2009 2011
La draft 2010 de la NBA est la 64e draft annuelle de la National Basketball Association (NBA), se déroulant en amont de la saison 2010-2011. Elle s'est tenue le 24 juin 2010 au Madison Square Garden de New York. Un total de 60 joueurs ont été sélectionnés en 2 tours.
Lors de cette draft, les équipes de la National Basketball Association (NBA) pouvaient sélectionner des joueurs issus de NCAA et d'autres joueurs de ligues étrangères. La draft de la NBA est un événement annuel où les joueurs des universités ayant au moins 19 ans le jour de la draft et ayant quitté le lycée depuis au minimum 1 an sont choisis pour jouer dans une équipe professionnelle de la National Basketball Association (NBA). Les joueurs étrangers de plus de 19 ans sont eux aussi éligibles.
La loterie pour désigner la franchise qui choisit en première un joueur, consiste en une loterie pondérée : parmi les équipes non qualifiées en playoffs, les chances de remporter le premier choix sont de 25% pour la plus mauvaise équipe, et de 0,5% pour la « moins mauvaise », où chaque équipe se voit confier aléatoirement 250 à 5 combinaisons différentes. Les Wizards de Washington obtiennent le premier choix, les 76ers de Philadelphie le deuxième et les Nets du New Jersey le troisième.
John Wall est sélectionné en premier choix par les Wizards de Washington. Cette classe de draft détient le record du nombre de joueurs sélectionnés au premier tour, provenant de la même université, puisque 5 joueurs des Wildcats du Kentucky sont sélectionnés dans le premier tour. Il s'agit de Wall (1er), DeMarcus Cousins (5e), Patrick Patterson (14e), Eric Bledsoe (18e) et Daniel Orton (29e). Elle marque également la seconde fois qu'un joueur évoluant en NBA Development League est sélectionné, après 2008.
Aucun des joueurs provenant de cette classe de draft ne remporte le titre de NBA Rookie of the Year, puisque c'est Blake Griffin, drafté en 2009, n'ayant pas joué un match de la saison précédente, qui remporte cette distinction.

## Règles d'éligibilité
À partir de la draft 2006 de la NBA, les joueurs lycéens ne sont plus éligibles pour la draft. L'accord collectif entre le syndicat des joueurs et la ligue a augmenté l'âge minimum de 18 à 19 ans.
- Tous les joueurs draftés, quelle que soit leur nationalité, doivent être nés avant le 31 décembre 1991 inclus (i.e. qu'ils doivent avoir 19 ans durant l'année civile de la draft).
- Les joueurs ayant été diplômés dans un lycée américain doivent avoir obtenu leur diplôme depuis au moins un an[6].

## Loterie
Les équipes participent à la loterie si elles ne se sont pas qualifiées pour les playoffs ou si elles ont acquis un choix lors d'un échange avec une équipe non qualifiée pour les playoffs. La NBA a effectué un tirage au sort le 16 avril 2010 afin de déterminer l'ordre de la sélection.
Quatorze balles de ping-pong numérotées de 1 à 14, furent placées dans une urne afin de créer 1001 combinaisons de quatre balles. Chaque équipe s'est vu attribuer un ensemble de combinaisons de quatre balles en fonction de leur record de victoires-défaites de la saison régulière 2009-2010. Trois combinaisons ont été tirées au sort afin de déterminer les trois premiers choix. Les choix suivants ont été répartis entre les équipes restantes en fonction de leur record de la saison régulière.
Les Wizards de Washington, avec 10,3% de chance, obtiennent le premier choix, tandis que les 76ers de Philadelphie héritent du second choix, en ayant 6,0% de chances de l'obtenir. Le troisième choix est décerné ensuite au Nets du New Jersey, qui possédait le plus de chances d'avoir le premier choix initialement.
Le tableau ci-dessous présente la probabilité pour chaque équipe de recevoir les différents choix.
| ^ | Signale le résultat de la loterie |

| Équipe                         | Chances | Choix | Choix | Choix | Choix | Choix | Choix | Choix | Choix | Choix | Choix | Choix | Choix | Choix | Choix |
| Équipe                         | Chances | 1er   | 2e    | 3e    | 4e    | 5e    | 6e    | 7e    | 8e    | 9e    | 10e   | 11e   | 12e   | 13e   | 14e   |
| ------------------------------ | ------- | ----- | ----- | ----- | ----- | ----- | ----- | ----- | ----- | ----- | ----- | ----- | ----- | ----- | ----- |
| Nets du New Jersey             | 250     | 25,0% | 21,5% | 17,7% | 35,8% | —     | —     | —     | —     | —     | —     | —     | —     | —     | —     |
| Timberwolves du Minnesota      | 199     | 19,9% | 18,8% | 17,1% | 31,9% | 12,5% | —     | —     | —     | —     | —     | —     | —     | —     | —     |
| Kings de Sacramento            | 156     | 15,6% | 15,7% | 15,5% | 22,5% | 26,5% | 4,1%  | —     | —     | —     | —     | —     | —     | —     | —     |
| Warriors de Golden State       | 104     | 10,4% | 11,2% | 12,1% | 9,9%  | 37,3% | 17,8% | 1,4%  | —     | —     | —     | —     | —     | —     | —     |
| Wizards de Washington          | 103     | 10,3% | 11,1% | 12,0% | —     | 23,8% | 34,2% | 8,2%  | 0,4%  | —     | —     | —     | —     | —     | —     |
| 76ers de Philadelphie          | 53      | 5,3%  | 6,0%  | 7,0%  | —     | —     | 44,0% | 33,1% | 4,5%  | 0,1%  | —     | —     | —     | —     | —     |
| Pistons de Détroit             | 53      | 5,3%  | 6,0%  | 7,0%  | —     | —     | —     | 57,2% | 22,6% | 1,8%  | —     | —     | —     | —     | —     |
| Clippers de Los Angeles        | 23      | 2,3%  | 2,7%  | 3,2%  | —     | —     | —     | —     | 72,5% | 18,4% | 0,9%  | —     | —     | —     | —     |
| Knicks de New York             | 22      | 2,2%  | 2,6%  | 3,1%  | —     | —     | —     | —     | —     | 79,7% | 12,1% | 0,4%  | —     | —     | —     |
| Pacers de l'Indiana            | 11      | 1,1%  | 1,3%  | 1,6%  | —     | —     | —     | —     | —     | —     | 87,0% | 8,9%  | 0,2%  | —     | —     |
| Hornets de La Nouvelle-Orléans | 8       | 0,8%  | 0,9%  | 1,2%  | —     | —     | —     | —     | —     | —     | —     | 90,7% | 6,3%  | 0,1%  | —     |
| Grizzlies de Memphis           | 7       | 0,7%  | 0,8%  | 1,0%  | —     | —     | —     | —     | —     | —     | —     | —     | 93,5% | 3,9%  | —     |
| Raptors de Toronto             | 6       | 0,6%  | 0,7%  | 0,9%  | —     | —     | —     | —     | —     | —     | —     | —     | —     | 96,0% | 1,8%  |
| Rockets de Houston             | 5       | 0,5%  | 0,6%  | 0,7%  | —     | —     | —     | —     | —     | —     | —     | —     | —     | —     | 98,2% |

## Draft

### Légende
| ^ | Signale un joueur qui a été intronisé au Basketball Hall of Fame                                                                |
| * | Signale un joueur qui a été sélectionné pour au moins un match annuel NBA All-Star Game et une récompense annuelle All-NBA Team |
| + | Signale un joueur qui a été sélectionné pour au moins un match annuel NBA All-Star Game                                         |
| x | Signale un joueur qui a été sélectionné pour au moins une récompense annuelle All-NBA Team                                      |

| Freshman (Fr.) : 1re année | Sophomore (So.) : 2e année | Junior (Jr.) : 3e année | Senior (Sr.) : 4e année |

### Premier tour
| Choix | Nom               | Position    | Nationalité | Équipe                                                                | Provenance                           |
| ----- | ----------------- | ----------- | ----------- | --------------------------------------------------------------------- | ------------------------------------ |
| 1     | John Wall*        | Meneur      | États-Unis  | Wizards de Washington                                                 | Wildcats du Kentucky (Fr.)           |
| 2     | Evan Turner       | Arrière     | États-Unis  | 76ers de Philadelphie                                                 | Buckeyes d'Ohio State (Jr.)          |
| 3     | Derrick Favors    | Ailier fort | États-Unis  | Nets du New Jersey                                                    | Yellow Jackets de Georgia Tech (Fr.) |
| 4     | Wesley Johnson    | Arrière     | États-Unis  | Timberwolves du Minnesota                                             | Orange de Syracuse (Jr.)             |
| 5     | DeMarcus Cousins* | Pivot       | États-Unis  | Kings de Sacramento                                                   | Wildcats du Kentucky (Fr.)           |
| 6     | Ekpe Udoh         | Ailier fort | États-Unis  | Warriors de Golden State                                              | Bears de Baylor (Jr.)                |
| 7     | Greg Monroe       | Ailier fort | États-Unis  | Pistons de Détroit                                                    | Hoyas de Georgetown (So.)            |
| 8     | Al-Farouq Aminu   | Ailier      | États-Unis  | Clippers de Los Angeles                                               | Demon Deacons de Wake Forest (So.)   |
| 9     | Gordon Hayward+   | Ailier      | États-Unis  | Jazz de l'Utah (en provenance de New York, via Phoenix)               | Bulldogs de Butler (So.)             |
| 10    | Paul George*      | Ailier      | États-Unis  | Pacers de l'Indiana                                                   | Bulldogs de Fresno State (So.)       |
| 11    | Cole Aldrich      | Ailier fort | États-Unis  | Hornets de La Nouvelle-Orléans                                        | Jayhawks du Kansas (Jr.)             |
| 12    | Xavier Henry      | Arrière     | États-Unis  | Grizzlies de Memphis                                                  | Jayhawks du Kansas (Fr.)             |
| 13    | Ed Davis          | Ailier fort | États-Unis  | Raptors de Toronto                                                    | Tar Heels de Caroline du Nord (So.)  |
| 14    | Patrick Patterson | Ailier fort | États-Unis  | Rockets de Houston                                                    | Wildcats du Kentucky (Jr.)           |
| 15    | Larry Sanders     | Ailier fort | États-Unis  | Bucks de Milwaukee (en provenance de Chicago)                         | Rams de VCU (Jr.)                    |
| 16    | Luke Babbitt      | Ailier      | États-Unis  | Timberwolves du Minnesota (en provenance de Charlotte via Denver)     | Wolf Pack du Nevada (So.)            |
| 17    | Kevin Seraphin    | Ailier fort | France      | Bulls de Chicago (en provenance de Milwaukee)                         | Cholet Basket (France)               |
| 18    | Eric Bledsoe      | Meneur      | États-Unis  | Thunder d'Oklahoma City (en provenance de Miami, envoyé aux Clippers) | Wildcats du Kentucky (Fr.)           |
| 19    | Avery Bradley     | Arrière     | États-Unis  | Celtics de Boston                                                     | Longhorns du Texas (Fr.)             |
| 20    | James Anderson    | Arrière     | États-Unis  | Spurs de San Antonio                                                  | Cowboys d'Oklahoma State (Jr.)       |
| 21    | Craig Brackins    | Ailier fort | États-Unis  | Thunder d'Oklahoma City                                               | Cyclones d'Iowa State (Jr.)          |
| 22    | Elliot Williams   | Arrière     | États-Unis  | Trail Blazers de Portland                                             | Tigers de Memphis (So.)              |
| 23    | Trevor Booker     | Ailier fort | États-Unis  | Timberwolves du Minnesota (en provenance de Utah via Philadelphie)    | Tigers de Clemson (Sr.)              |
| 24    | Damion James      | Ailier      | États-Unis  | Hawks d'Atlanta                                                       | Longhorns du Texas (Sr.)             |
| 25    | Dominique Jones   | Arrière     | États-Unis  | Grizzlies de Memphis (en provenance de Denver)                        | Bulls de South Florida (Jr.)         |
| 26    | Quincy Pondexter  | Ailier      | États-Unis  | Thunder d'Oklahoma City (en provenance de Phoenix)                    | Huskies de Washington (Sr.)          |
| 27    | Jordan Crawford   | Arrière     | États-Unis  | Nets du New Jersey (en provenance de Dallas)                          | Musketeers de Xavier (So.)           |
| 28    | Greivis Vásquez   | Meneur      | Venezuela   | Grizzlies de Memphis (en provenance des LA Lakers)                    | Terrapins du Maryland (Sr.)          |
| 29    | Daniel Orton      | Ailier fort | États-Unis  | Magic d'Orlando                                                       | Wildcats du Kentucky (Fr.)           |
| 30    | Lazar Hayward     | Ailier      | États-Unis  | Wizards de Washington (en provenance de Cleveland)                    | Golden Eagles de Marquette (Sr.)     |

## Deuxième tour
| Choix | Nom                | Position    | Nationalité | Équipe                                                                      | Provenance                            |
| ----- | ------------------ | ----------- | ----------- | --------------------------------------------------------------------------- | ------------------------------------- |
| 31    | Tibor Pleiss       | Pivot       | Allemagne   | Nets du New Jersey                                                          | Brose Baskets (Allemagne)             |
| 32    | Dexter Pittman     | Pivot       | États-Unis  | Heat de Miami                                                               | Longhorns du Texas (Sr.)              |
| 33    | Hassan Whiteside   | Pivot       | États-Unis  | Kings de Sacramento                                                         | Thundering Herd de Marshall (Fr.)     |
| 34    | Armon Johnson      | Meneur      | États-Unis  | Warriors de Golden State                                                    | Wolf Pack du Nevada (Jr.)             |
| 35    | Nemanja Bjelica    | Ailier      | Serbie      | Wizards de Washington                                                       | Étoile rouge de Belgrade (Serbie)     |
| 36    | Terrico White      | Meneur      | États-Unis  | Pistons de Détroit                                                          | Rebels d'Ole Miss (So.)               |
| 37    | Darington Hobson   | Ailier      | États-Unis  | Bucks de Milwaukee (en provenance de Philadelphie)                          | Lobos du Nouveau-Mexique (Jr.)        |
| 38    | Andy Rautins       | Arrière     | Canada      | Knicks de New York                                                          | Orange de Syracuse (Sr.)              |
| 39    | Landry Fields      | Arrière     | États-Unis  | Knicks de New York (en provenance des LA Clippers via Denver)               | Cardinal de Stanford (Sr.)            |
| 40    | Lance Stephenson   | Arrière     | États-Unis  | Pacers de l'Indiana                                                         | Bearcats de Cincinnati (Fr.)          |
| 41    | Jarvis Varnado     | Ailier fort | États-Unis  | Heat de Miami (en provenance de Nouvelle-Orléans)                           | Bulldogs de Mississippi State (Sr.)   |
| 42    | Da'Sean Butler     | Ailier      | États-Unis  | Heat de Miami (en provenance de Toronto)                                    | Mountaineers de West Virginia (Sr.)   |
| 43    | Devin Ebanks       | Ailier      | États-Unis  | Lakers de Los Angeles (en provenance de Memphis)                            | Mountaineers de West Virginia (So.)   |
| 44    | Jerome Jordan      | Pivot       | Jamaïque    | Trail Blazers de Portland (en provenance de Chicago)                        | Golden Hurricane de Tulsa (Sr.)       |
| 45    | Paulão Prestes     | Ailier fort | Brésil      | Timberwolves du Minnesota (en provenance de Houston)                        | CB Murcie (Espagne)                   |
| 46    | Gani Lawal         | Ailier fort | États-Unis  | Suns de Phoenix (en provenance de Phoenix)                                  | Yellow Jackets de Georgia Tech (Jr.)  |
| 47    | Tiny Gallon        | Ailier fort | États-Unis  | Bucks de Milwaukee                                                          | Sooners de l'Oklahoma (Fr.)           |
| 48    | Latavious Williams | Ailier      | États-Unis  | Heat de Miami                                                               | 66ers de Tulsa (D-League)             |
| 49    | Ryan Richards      | Ailier fort | Royaume-Uni | Spurs de San Antonio                                                        | CB Gran Canaria (Espagne)             |
| 50    | Solomon Alabi      | Pivot       | Nigeria     | Mavericks de Dallas (en provenance d'Oklahoma City)                         | Seminoles de Florida State (So.)      |
| 51    | Magnum Rolle       | Pivot       | Bahamas     | Thunder d'Oklahoma City (en provenance de Portland via Dallas et Minnesota) | Bulldogs de Louisiana Tech (Sr.)      |
| 52    | Luke Harangody     | Ailier fort | États-Unis  | Celtics de Boston                                                           | Fighting Irish de Notre Dame (Sr.)    |
| 53    | Pape Sy            | Arrière     | France      | Hawks d'Atlanta                                                             | Le Havre (France)                     |
| 54    | Willie Warren      | Meneur      | États-Unis  | Clippers de Los Angeles (en provenance de Denver)                           | Sooners de l'Oklahoma (So.)           |
| 55    | Jeremy Evans       | Ailier      | États-Unis  | Jazz de l'Utah                                                              | Hilltoppers de Western Kentucky (Sr.) |
| 56    | Hamady N'Diaye     | Pivot       | Sénégal     | Timberwolves du Minnesota (en provenance de Phoenix)                        | Scarlet Knights de Rutgers (Sr.)      |
| 57    | Ryan Reid          | Ailier fort | États-Unis  | Mavericks de Dallas                                                         | Seminoles de Florida State (Jr.)      |
| 58    | Derrick Caracter   | Ailier fort | États-Unis  | Lakers de Los Angeles                                                       | Miners d'UTEP (Jr.)                   |
| 59    | Stanley Robinson   | Ailier      | États-Unis  | Magic d'Orlando                                                             | Huskies du Connecticut (Sr.)          |
| 60    | Dwayne Collins     | Ailier fort | États-Unis  | Suns de Phoenix (en provenance de Cleveland)                                | Hurricanes de Miami (Sr.)             |

## Joueurs notables non draftés
| Nom                 | Position          | Nationalité        | Provenance                 |
| ------------------- | ----------------- | ------------------ | -------------------------- |
| Patrick Christopher | Arrière Ailier    | États-Unis         | California (Sr.)           |
| Sherron Collins     | Meneur            | États-Unis         | Kansas (Sr.)               |
| Jerome Dyson        | Meneur            | États-Unis         | Connecticut (Jr.)          |
| Courtney Fortson    | Meneur            | États-Unis         | Arkansas (Sr.)             |
| Jeff Foote          | Pivot             | États-Unis         | Cornell (Sr.)              |
| Jonathan Gibson     | Meneur            | États-Unis         | New Mexico State (Sr.)     |
| Manny Harris        | Meneur Arrière    | États-Unis         | Michigan (Jr.)             |
| Dennis Horner       | Ailier fort       | États-Unis         | North Carolina State (Sr.) |
| Jeremy Lin          | Meneur            | États-Unis         | Harvard (Sr.)              |
| Boban Marjanović    | Pivot             | Serbie             | KK Hemofarm (Serbie)       |
| Elijah Millsap      | Arrière Ailier    | États-Unis         | UAB (Sr.)                  |
| Tim Ohlbrecht       | Ailier fort Pivot | Allemagne          | Brose Baskets (Allemagne)  |
| Arinze Onuaku       | Ailier fort Pivot | États-Unis         | Syracuse (Sr.)             |
| Miroslav Raduljica  | Pivot             | Serbie             | Efes Pilsen (Turquie)      |
| Samardo Samuels     | Ailier fort Pivot | Jamaïque           | Louisville (So.)           |
| Alexey Shved        | Meneur Arrière    | Russie             | CSKA Moscou (Russie)       |
| Donald Sloan        | Meneur            | États-Unis         | Texas A&M (Sr.)            |
| Ishmael Smith       | Meneur            | États-Unis         | Wake Forest (Sr.)          |
| Jerry Smith         | Meneur            | États-Unis         | Louisville (Sr.)           |
| Lance Thomas        | Ailier fort       | États-Unis         | Duke (Sr.)                 |
| Edwin Ubiles        | Arrière Ailier    | États-Unis         | Siena (Sr.)                |
| Ben Uzoh            | Meneur            | États-Unis Nigeria | Tulsa (Sr.)                |